# Lathrostizus monilicornis
Lathrostizus monilicornis är en stekelart som först beskrevs av Thomson 1887.  Lathrostizus monilicornis ingår i släktet Lathrostizus och familjen brokparasitsteklar. Arten är reproducerande i Sverige. Inga underarter finns listade i Catalogue of Life.